# Eusarcus
Genre
Synonymes
- Pucrolia Sørensen, 1895
- Neopucrolia Roewer, 1913
- Pucrolioides Roewer, 1913
- Eusarcoides Roewer, 1913
- Metapucrolia Roewer, 1913
- Orguesia Roewer, 1913
- Metagraphinotus Mello-Leitão, 1927
- Pareusarcus Roewer, 1929
- Canestrinia Mello-Leitão, 1931
- Pygophalangodus Mello-Leitão, 1931
- Enantiocentron Mello-Leitão, 1932
- Jacarepaguana Mello-Leitão, 1932
- Mello-leitaoella Strand, 1932
- Melloinia Thor, 1933
- Bacigalupo Mello-Leitão, 1933
- Pareusarcus Mello-Leitão, 1935  nec Roewer, 1929
- Goyazia Piza, 1940
- Papageia Roewer, 1943
- Pindaiba Canals, 1943
- Antetriceras Roewer, 1949

Eusarcus est un genre d'opilions laniatores de la famille des Gonyleptidae.

## Distribution
Les espèces de ce genre se rencontrent au Brésil, au Paraguay, en Uruguay et en Argentine.

## Liste des espèces
Selon World Catalogue of Opiliones (01/09/2021) :
- Eusarcus aberrans Mello-Leitão, 1939
- Eusarcus acrophthalmus Hara & Pinto-da-Rocha, 2010
- Eusarcus aduncus (Mello-Leitão, 1942)
- Eusarcus alpinus Hara & Pinto-da-Rocha, 2010
- Eusarcus armatus Perty, 1833
- Eusarcus berlae (Mello-Leitão, 1932)
- Eusarcus bifidus Roewer, 1929
- Eusarcus caparaoensis Hara & Pinto-da-Rocha, 2010
- Eusarcus capixaba Santos Júnior, de Ázara & Ferreira, 2021
- Eusarcus catharinensis (Mello-Leitão, 1927)
- Eusarcus cavernicola Hara & Pinto-da-Rocha, 2010
- Eusarcus dandara Saraiva & DaSilva, 2016
- Eusarcus didactylus Hara & Pinto-da-Rocha, 2010
- Eusarcus dubitata Soares & Soares, 1945
- Eusarcus dubius Soares, 1943
- Eusarcus elinae Kury, 2008
- Eusarcus fulvus Soares & Soares, 1946
- Eusarcus garibaldiae Hara & Pinto-da-Rocha, 2010
- Eusarcus gemignanii (Mello-Leitão, 1931)
- Eusarcus geometricus Hara & Pinto-da-Rocha, 2010
- Eusarcus grumani Soares, 1966
- Eusarcus hastatus Sørensen, 1884
- Eusarcus incus Soares & Soares, 1946
- Eusarcus insperatus Soares, 1944
- Eusarcus manero Hara & Pinto-da-Rocha, 2010
- Eusarcus marmoreus Santos Júnior, de Ázara & Ferreira, 2021
- Eusarcus matogrossensis Hara & Pinto-da-Rocha, 2010
- Eusarcus metapucrolia Hara & Pinto-da-Rocha, 2010
- Eusarcus minutus (Sørensen, 1884)
- Eusarcus mirabilis Hara & Pinto-da-Rocha, 2010
- Eusarcus nigrimaculatus Mello-Leitão, 1924
- Eusarcus organensis Kury, 2003
- Eusarcus oxyacanthus Koch, 1839
- Eusarcus perpusillus Mello-Leitão, 1945
- Eusarcus pulcherrima (Soares, 1966)
- Eusarcus pusillus Sørensen, 1884
- Eusarcus schubarti Soares & Soares, 1946
- Eusarcus sergipanus Hara & Pinto-da-Rocha, 2010
- Eusarcus signatus (Roewer, 1949)
- Eusarcus sooretamae (Soares & Soares, 1946)
- Eusarcus sulcatus (Piza, 1940)
- Eusarcus teresincola Soares & Soares, 1946
- Eusarcus tripectinatus Hara & Pinto-da-Rocha, 2010
- Eusarcus uruguayensis (Ringuelet, 1955)
- Eusarcus xambioa Santos Júnior, de Ázara & Ferreira, 2021

## Publication originale
- Perty, 1833 : « Arachnides Brasilienses. » Delectus animalium articulatorum, quae in itinere per Brasiliam annis MDCCCXVII-MDCCCXX jussu et auspiciis Maximiliani Josephi I Bavariae Regis augustissimi peracto, collegerunt Dr. J. B. de Spix et Dr. C. F. Ph. de Martius, Friedrich Fleischer, Monachii, p. 191-209 (texte intégral).